# Скаутмастер (журнал)
Скаутмастер (пол. Harcmistrz) — журнал Польской ассоциации скаутов. 
Издавался с 1917 по 1933 год в Познани и, с 1921 года, в Варшаве. Название журнала относилось к одному из высших инструкторских званий в скаутинге — скаутмастеру. С 1919 года журнал выпускался под подзаголовком официального органа Высшего скаутского совета и Главной скаутской инспекции. В 1921 году был добавлен подзаголовок руководителя Польской скаутской ассоциации. Издательство прекратилось в 1933 году. На его месте был учрежден ежеквартальный «Харцерство». В 1949—1950 годах штаб скаутов Польской ассоциации скаутов и скаутов, действовавший за границей, издавал в Лондоне раз в два месяца дискуссионно-программный журнал с таким же названием.

## Редакторы
- Конрад Хмелевский
- Тадеуш Струмилло[пол.]
- Станислав Седлачек[пол.] — соредактор с 1924 года, редактор с 1927 по 1933 год.